# Тайвань (провинция Китайской Республики)
Тайва́нь (кит. трад. 臺灣省, упр. 台湾省, пиньинь Táiwān Shěng) — формально существующая провинция Китайской Республики. Правительство провинции было 28 июня 2018 года упразднено за ненадобностью, его функции были переданы Исполнительному Юаню.

## Административное деление
Провинция Тайвань делится на три города провинциального подчинения и 12 уездов.

### Города провинциального подчинения
| Название      | Китайские иероглифы | Пиньинь |
| ------------- | ------------------- | ------- |
| Город Синьчжу | 新竹市              | Xīnzhú  |
| Город Цзилун  | 基隆市              | Jīlóng  |
| Город Цзяи    | 嘉義市              | Jiāyì   |

### Уезды
| Название     | Китайские иероглифы | Пиньинь  | Столица | Столица |
| ------------ | ------------------- | -------- | ------- | ------- |
| Уезд Илань   | 宜蘭縣              | Yílán    | Илань   | 宜蘭    |
| Уезд Мяоли   | 苗栗縣              | Miáolì   | Мяоли   | 苗栗    |
| Уезд Наньтоу | 南投縣              | Nántóu   | Наньтоу | 南投    |
| Уезд Пиндун  | 屏東縣              | Píngdōng | Пиндун  | 屏東    |
| Уезд Пэнху   | 澎湖縣              | Pénghú   | Магун   | 馬公    |
| Уезд Синьчжу | 新竹縣              | Xīnzhú   | Чжубэй  | 竹北    |
| Уезд Тайдун  | 臺東縣，台東縣      | Táidōng  | Тайдун  | 臺東    |
| Уезд Хуалянь | 花蓮縣              | Huālián  | Хуалянь | 花蓮    |
| Уезд Цзяи    | 嘉義縣              | Jiāyì    | Тайбао  | 太保    |
| Уезд Чжанхуа | 彰化縣              | Zhānghuà | Чжанхуа | 彰化    |
| Уезд Юньлинь | 雲林縣              | Yúnlín   | Доулю   | 斗六    |

## Административные единицы-побратимы
- Штат Огайо, Соединённые Штаты Америки (1985)[2]
- Штат Флорида, Соединённые Штаты Америки (1992)[3]

## Правительство
Должность председателя правительства провинции, назначаемого центральным органом, регламентируется в соответствии с Конституцией.
Основная деятельность правительства Тайвань (управление провинциальными автомагистралями и Банком Тайваня), была передана Исполнительному Юаню с 1998 года. В июле 2018 года все оставшиеся обязанности были переданы Национальному совету развития и другим министерствам Исполнительного Юаня.
Правительство провинции Тайвань было расположено в Чжунсинсиньцунь и Наньтоу.